# Dries Van der Lof
Dries Van der Lof, né le 23 août 1919 à Emmen et mort le 24 mai 1990 à Enschede, est un pilote automobile néerlandais.

## Biographie
En même temps que Jan Flinterman, Dries Van der Lof a été le premier pilote néerlandais à courir dans le championnat du monde de Formule 1.
Il n'a participé qu'à un seul Grand Prix comptant pour le championnat du monde, le 17 août 1952, lors du Grand Prix des Pays-Bas, au volant d'une voiture de l'écurie britannique HWM (Hersham & Walton Motors). Il est parti en 14e position sur la grille de départ et ne se classa pas, parcourant seulement 70 tours sur les 90 tours que comptait le Grand Prix. Il n'a jamais marqué de point au championnat du monde.
Il a pris part à des courses de voitures historiques dans les années 1960.

## Résultats en championnat du monde de Formule 1
| Saison | Écurie                    | Châssis | Moteur          | Pneus  | GP disputés | Points inscrits | Classement |
| ------ | ------------------------- | ------- | --------------- | ------ | ----------- | --------------- | ---------- |
| 1952   | Hersham and Walton Motors | HMW 52  | Alta 4 en ligne | Dunlop | Pays-Bas    | 0               | n.c.       |

## Sources
- (en) Cet article est partiellement ou en totalité issu de l’article de Wikipédia en anglais intitulé « Dries van der Lof » (voir la liste des auteurs).